# Glenea manto
Glenea manto är en skalbaggsart som beskrevs av Francis Polkinghorne Pascoe 1866. Glenea manto ingår i släktet Glenea och familjen långhorningar. Inga underarter finns listade i Catalogue of Life.